# Karang Panggung (Selangit)
Karang Panggung is een bestuurslaag in het regentschap Musi Rawas van de provincie Zuid-Sumatra, Indonesië. Karang Panggung telt 998 inwoners (volkstelling 2010).